# Johann Wilhelm Bornemann

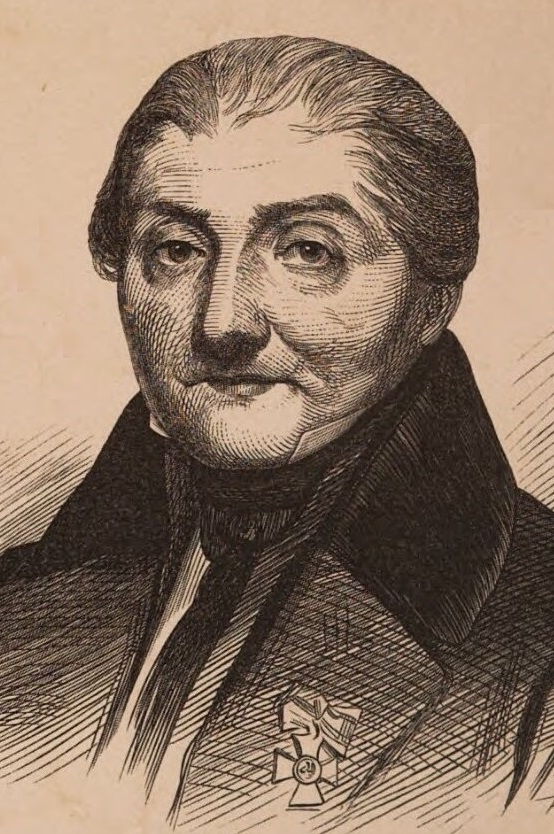
Wilhelm Bornemann

Johann Wilhelm Jakob Bornemann, född 2 februari 1766 i Gardelegen, död 23 maj 1851 i Berlin, var en lågtysk skald. Han var far till Friedrich Wilhelm Ludwig Bornemann.
Bornemann studerade först teologi i Halle an der Saale, men övergick till administrationen och blev slutligen generallotteridirektor. Som författare på lågtyska var han en föregångare till Fritz Reuter och Klaus Groth genom sina Plattdeutsche Gedichte (1810, åttonde upplagan 1891) och Natur- und Jagdgemälde (1827). Efter hans död utgavs Humoristische Jagdgedichte (1855 och 1869).